# جامعة أمير كبير للتكنولوجيا
جامعة أمير كبير للتكنولوجيا: (بالفارسية: دانشگاه صنعتی امیرکبیر) هي أول جامعة تقنية تم إنشائها في إيران عام 1956م، ويشار إليها باسم «أم الجامعات الهندسية». وتُعتبَر جامعة بحثية عامة وتقع في العاصمة الإيرانية طهران. وهذه الجامعة رائدة في مجال التنمية المستدامة في إيران وأَسَسَت مكتب للاستدامة في يوليو-تموز عام 2011م. وأنشطة هذا المكتب هو المساهمة في الحد من استهلاك الطاقة والتكاليف والانبعاثات، وأيضاً تقديم الدورات الدراسية للطلاب، وتوفير فرص التطوع لهم، فضلاً عن الأنشطة الأكاديمية البحثية والتعليمية في مجال التنمية المستدامة.

## نبذة مختصرة عن الجامعة
إن القبول في الجامعة تنافسي والدخول إلى برامج البكالوريوس والدراسات العليا يتطلب التسجيل بين أعلى 1٪ من الطلاب في امتحانات القبول الوطنية والمعروفة باسم «کنکور سراسری». هناك حوالي 9,100 طالب مسجلين في برامج البكالوريوس والدراسات العليا. اما عدد أعضاء هيئة التدريس الأكاديمي فيبلغ 480 شخص بدوام كامل و550 شخص من الموظفين الإداريين، مما يتيح للجامعة أعلى نسبة من الموظفين إلى الطلاب من بين الجامعات في البلاد. وتتألف السلطة التنفيذية من أربع إدارات تتلقى مشاركة من المجالس في تخطيط وإدارة الشؤون. وللجامعة مركز للوثائق ومكتبة كبيرة والتي تُعَد أكبر مكتبة تقنية وهندسية في العاصمة الإيرانية حيث أنها تظم 5 مليون كتاب معظمها عن الحوسبة، وواحدة من أغنى المكتبات الأكاديمية في المجال التقني والهندسي إقليمياً. ولهذه المكتبة (مكتبة مركزية و 16 مكتبة ساتلية) في طهران وبندر عباس. كما وتُعتبَر مجلة أمير كبير للعلوم والتكنولوجيا مجلة علمية تنشر إنجازات البحوث من الباحثين الأكاديميين والصناعيين في جميع مجالات الهندسة والعلوم.
تق دم جامعة الأمير كبير التكنولوجية العديد من الخدمات من خلال استخدام أكثر من 20 مسكن ومركز استشارات طلابية وخدمة ذاتية ومركز صحي وعلاجي ووحدات خدمية مثل تصفيف الشعر وغسيل الملابس وصناعة الساعات والخياطة وصناعة الأحذية والبوفيهات الطلابية والمتاجر وغيرها. يوفر الرفاهية للطلاب. من خلال 10 مراكز ثقافية وفنية وعدد كبير من الجمعيات العلمية والمجالس التجارية والمطبوعات والمنظمات الطلابية، تحاول هذه الجامعة تخصيب مواهب الطلاب في المجالات الثقافية والفنية والعلمية.
تمتلك جامعة أميركبير مرافق رياضية جيدة، أهمها ملعب كرة القدم الخاص بها والمجهز بالعشب الصناعي وبتكلفة عالية. كما يتم استخدام صالات كرة الطائرة وكرة السلة وتنس الريشة وكرة اليد وكمال الأجسام والمصارعة للطلاب والطالبات.

## التاريخ
يعود تأسيس وتشكيل جامعة أمير كبير للتكنولوجيا إلى أكتوبر عام 1956م من قبل المهندس حبيب نفيسي. ثم شُكِلت الجامعة تحت اسم طهران البوليتكنيك من أجل توسيع أنشطة اثنين من المعاهد التقنية في تلك الفترة وهي معهد الهندسة المدنية ومركز الفن العالي. أصبح حبيب نفيسي، مؤسس كلية الفنون التطبيقية في طهران، رئيساً للجامعة لبضعة أشهر حتى تم تعيين الدكتور محمد علي مجتهدي، مدير مدرسة ألبرز هايزشول الشهيرة. ومن بين الإنجازات التي حققها الدكتور مجتهدي هو بناء مدرج مركزي، ومنطقة لتناول الطعام ومكان رياضي وكذلك استكمال الكليات. وقد نمت الجامعة إلى مدرسة العلوم والهندسة والتعليم بسعة حوالي 10,000 طالب في 35 تخصصاً، وحوالي 90 طالب ماجستير. و 36 طالب دكتوراه.

## الكليات
جامعة أمير كبير للتكنولوجيا لديها الآن 16 كلية، منها 6 مجموعات تعليمية مستقلة، و 3 وحدات تعليمية في مدن بندر عباس، غرمسار وغير ماهشار. وتمتلك الجامعة أيضاً الحرم الجامعي الدولي ومركز التعلم الإلكتروني.
- قسم هندسة الطيران والفضاء
- قسم الروبوتات
- قسم تقنية النانو
- كلية هندسة الغزل والنسيج
- كلية الرياضيات وعلوم الحاسوب
- كلية الإدارة والعلوم والتكنولوجيا
- كلية الهندسة الكهربائية
- قسم الهندسة الطبية الحيوية
- قسم هندسة البوليمرات
- قسم الهندسة الكيميائية
- كلية الهندسة الصناعية ونظم الإدارة
- كلية الهندسة المدنية والبيئية
- قسم هندسة الحاسوب وتقنية المعلومات
- كلية الهندسة البحرية
- كلية التعدين والفلزات
- كلية الهندسة الميكانيكية
- قسم هندسة الطاقة والفيزياء
- قسم هندسة البترول
- قسم التربية البدنية
- قسم اللغة الأجنبية
- قسم التربية والتعليم والعلوم الإنسانية
- قسم الفلسفة والعلوم (بعد دمج كلية الإدارة والعلوم والتكنولوجيا).

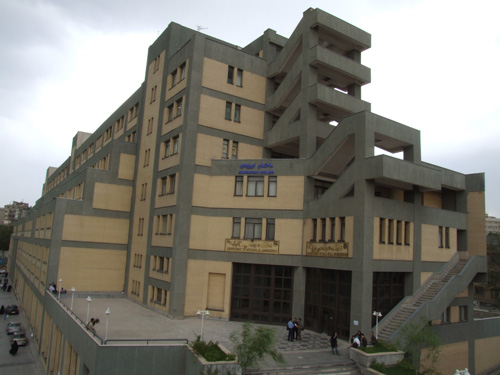
اقسام الهندسة الميكانيكية والهندسة الكهربائية

## فروع الجامعة
- طهران:

يقع الحرم الجامعي الرئيسي لجامعة أمير كبير للتكنولوجيا في العاصمة الإيرانية طهران. وهي تقع بالقرب من تقاطع فالي العصر في قلب مدينة طهران. ينتقل العديد من الطلاب إليها عبر مترو الأنفاق بواسطة محطة فالي أسر.
- مهار:

شُيِّدَ حرم مهار من جامعة أمير كبير في محافظة خوزستان في عام 2001م من أجل إقامة تعاون وثيق مع الشركة الوطنية للصناعات البترولية.
- بندر عباس:

تم إنشاء فرع بندر عباس من هذه الجامعة في محافظة هرمزغان، والذي يُعتبَر مركز الصناعات البحرية في إيران.
- غرمسار:

تم بناء فرع لجامعة أمير كبير في محافظة سمنان.

## الرؤساء السابقون
- حبيب نفيسي
- البروفيسور أبيدي
- أ.د. محمد علي مجتهدي
- البروفيسور بيتا
- البروفيسور يغانه هيري
- أ.د. محمد جعفر جاد بباعي
- البروفيسور كيفان نجمبادي
- البروفيسور حسين مهبان
- البروفيسور سيروس شافيي
- البروفيسور ميري
- البروفيسور مهدي
- الأستاذ حسن فريد علم
- الأستاذ كمال الدين يادافار نيكرافيش
- البروفيسور أليكبار رامزانيانبور
- البروفيسور رضا حسيني
- أ.د. محمد حسين سليمي نامين
- الأستاذ عبد الحميد ريازي
- أحمد فهيمفار
- علي رضا راحي
- أحمد موتامدي (2014 إلى الوقت الحاضر)

## التصنيف
- 2011: تم تصنيف جامعة أمير كبير للتكنولوجيا باستمرار باعتبارها واحدة من أعلى وأفضل الجامعات في إيران. حيث تم تصنيفها من قبل التصنيف العالمي للجامعات (QS) في عام 2011 في المرتبة 301-350 في الهندسة والتكنولوجيا في العالم.[7]
- 2013: في عام 2013 حصلت جامعة أمير كبير على المرتبة 100-150 في علوم الحاسوب ضمن تصنيف شنغهاي العالمي. اما تصنيف وزارة العلوم والبحوث والتكنولوجيا الإيرانية للجامعة فوضعها في مرتبة أعلى 3 جامعات في البلاد.
- 2014: في عام 2014 جائت في المرتبة  151-200 في العلوم الهندسية لتصنيف شنغهاي ايضاً من بين الجامعات العالمية في قسم هندسة البوليمرات من جامعة أمير كبير للتكنولوجيا وهو أول وأعرق برنامج هندسة البوليمر في إيران.[8][9] كما حصلت الجامعة على المرتبة الأولى من بين الجامعات الإيرانية في عام 2014 في تصنيف كوتس ليدن العالمي.[10][11][8][12]

## البحث والابتكار
من المعروف أن الجامعة رائدة في مجال البحث والابتكار في إيران. وهي جامعة عامة ويتم تمويل البحوث التي تقدمها جزئياً من قبل الحكومة الإيرانية. كما لديها تعاون مع الشركات الصناعية خصيصاً في صناعات النفط والغاز. ونتيجة لذلك، يتم تمويل العديد من المشاريع البحثية في الجامعة من قبل الشركات الصناعية. تم تعيين جامعة أمير كبير للتكنولوجيا كمركز للتميز من قبل وزارة العلوم والتكنولوجيا الإيرانية في مجالات الميكانيكا الحيوية وأنظمة الطاقة وأنظمة الاتصالات الراديوية (ريس) والمرونة الحرارية.

## أهم انجازات الجامعة
أن جامعة امير كبير كرست القسم الأكبر من مشاريعها على هندسة الطيران والفضاء، حيث أن تصميم وتصنيع المركبة الحاملة للكائن الحي والتي أُطلق عليها (كبسولة بيشكام)، وتصميم وتصنيع الاقمار الصناعية ناهيد وآت ست، وتوسعة تقنيات الملاحة الجوية لطائرات الركاب ذات سعة 150 راكب، هي من أهم المشاريع التي يتم انجازها حالياً في هذه الجامعة. ومن أهم الانجازات التي حققها الطلبة في جامعة امير كبير هو تصنيع القمر الصناعي «آت ست» والذي أصبح جاهز للإطلاق. أما قمر بيام أمير كبير الصناعي الذي تم تصميمه وصناعته في هذه الجامعة ايضاً لديه مهمة تصوير ومراقبة بدقة أفضل من 40 متراً في أطياف لونية، وحفظ وإرسال رسائل المستخدمين وتقييم الإشعاعات الفضائية، وسيتم إطلاقه عبر منصة إطلاق وطنية.

## جوائز دولية
تمكنت جامعة امير كبير الإيرانية، من الفوز بالمركز الأول في الاتحاد الدولي لهندسة المعادن والفلزات والاكتشاف (SME)  متفوقة على عشرات الجامعات المعروفة على مستوى العالم. حيث تمكن طلاب كلية هندسة المعادن والفلزات في جامعة امير كبير الصناعية عبر بحث علمي مقدم باشراف الدكتور (مرتضي اصانلو) من تحقيق المرتبة الأولى، متفوقين على 60 مجموعة طلابية أخرى من دول مختلفة، وذلك في المسابقة الاخيرة التي بدأت في أول شهر يناير من عام 2016 وحتى أكتوبر من نفس العام. وشارك في هذه المنافسة العديد من الجامعات والمدارس العليا في هذا الاختصاص كالمدرسة العليا للمعادن في كلورادو وجامعة ميشيغن ومعهد المعادن والتكنولوجيا في نيوميكسيكو وجامعة بنسيلوانيا وجامعة اريزونا وجامعة ميسوري وجامعة كوينز وجامعة نيوساوت ويلز وجامعة كونيز وجامعة نيفادا وجامعة بريتش كولومبيا والمدرسة العليا للمعادن والتكنولوجيا في داكوتاي الجنوبية. وتحتل جامعة أمير كبير الصناعية في طهران المركز الـ 50 عالمياً في مجال علوم الرياضيات والحساب والهندسة وذلك على أساس مؤشر حجم الإنتاج العلمي، وتخرج الجامعة سنوياً مئات من الكوارد العلمية الإيرانية التي تمكنت من اثبات نفسها على مستوى العالم.
- ويقع مقر الاتحاد الدولي لهندسة المعادن والفلزات والاكتشاف (SME) في جامعة كالورادو الأمريكية ويضم أعضاء من أكثر من مئة دولة ويضم 15 الف طالب، ويهدف هذا الاتحاد إلى توسيع وتعميق فهم الطلاب لهذا الاختصاص، ويمنح جوائز متعددة للطلاب بهدف تحفيز التنافس العلمي فيما بينهم، وتُعَد العضوية في الاتحاد أحد أهم الامور التي يسعى اليها الطلاب.[16]

## معرض الصور

شعار الجامعة
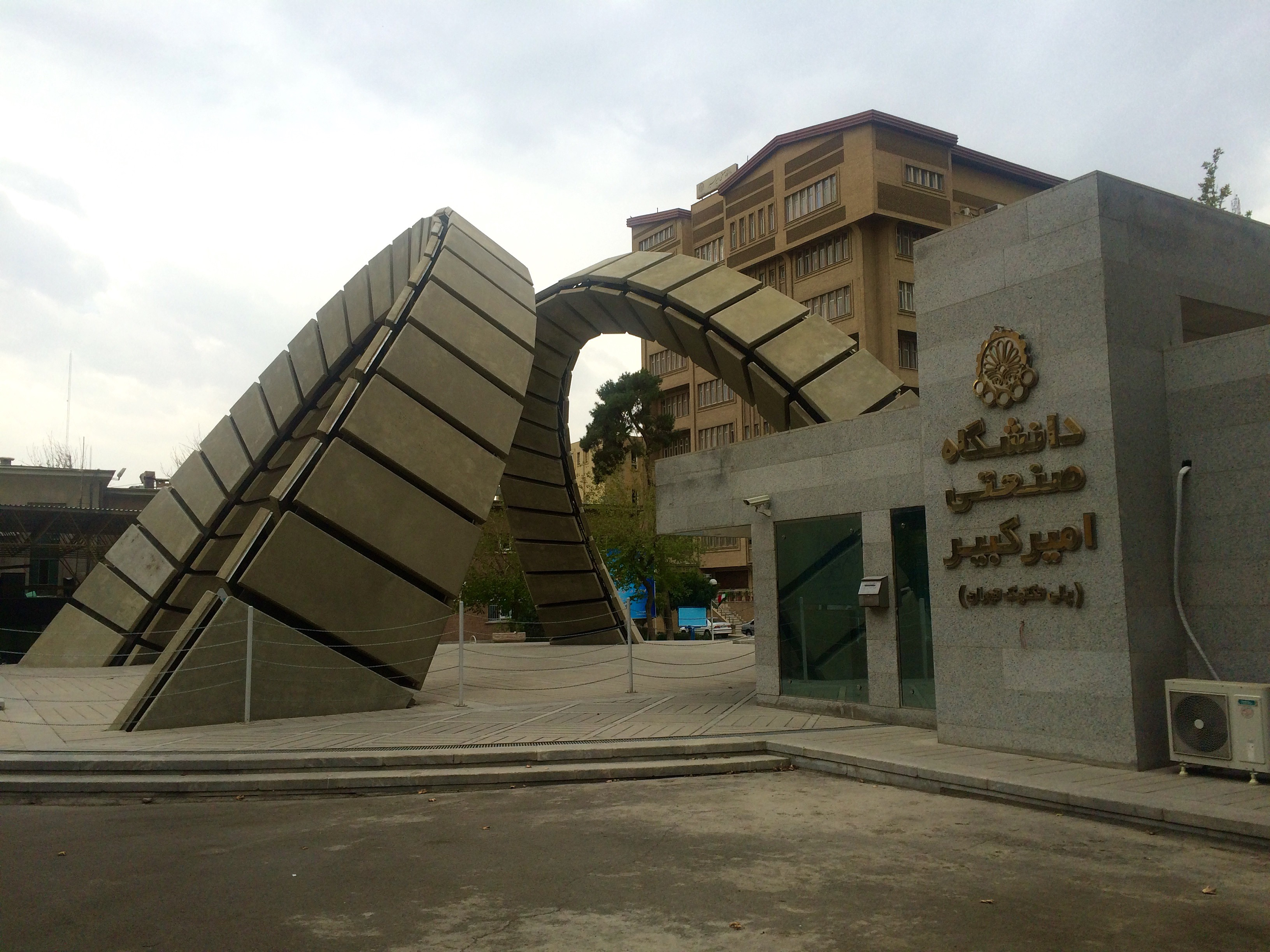
بوابة جامعة أمير كبير التكنلوجية
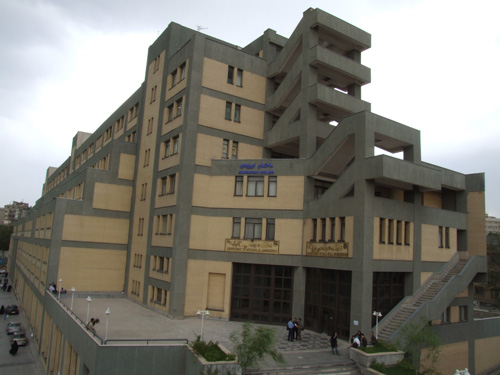
اقسام الهندسة الميكانيكية والهندسة الكهربائية
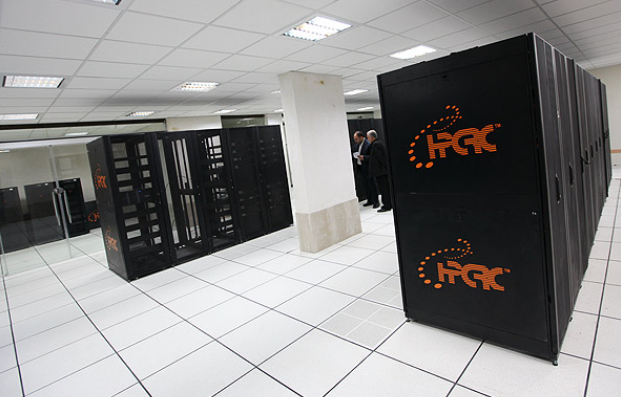

## طالع ايضاً
- جامعة شيراز الدولية للعلوم الطبية
- جامعة إيران للعلوم والتقنية
- جامعة تكنولوجيا المياه والطاقة
- جامعة شريف التكنولوجية
- جامعة طهران
- الأكاديمية الإيرانية الإمبراطورية للفلسفة
- اتحاد جامعات العالم الإسلامي